# Nuculana marella
Nuculana marella – gatunek małża morskiego należącego do podgromady pierwoskrzelnych.
Muszla wielkości: długość 3,2 cm, szerokość 1,1 cm, średnica 0,5 cm, bardzo cienka na przekroju poprzecznym, kształtu wydłużonego. Występuje na głębokości od 65 do 75 metrów.
Są rozdzielnopłciowe, bez zaznaczonych różnic płciowych w budowie muszli. Odżywiają się planktonem oraz detrytusem.
Występuje od Zatoki Kalifornijskiej po Panamę